# Zé Ramalho Canta Beatles
Zé Ramalho Canta Beatles é um álbum-tributo lançado pelo cantor e violonista brasileiro Zé Ramalho em 2011. O disco é uma homenagem à banda britânica The Beatles. O cantor interpreta 16 músicas de autoria do quarteto e de seus membros quando em carreira solo com sotaque e ritmos nordestinos.
Desde o final de 2008, Zé Ramalho vem fazendo covers e versões de alguns artistas que acabaram influenciando musicalmente ao cantor.
O disco já é o quinto da série “Zé Ramalho canta”, iniciada com Raul Seixas em 2001. Outros cantores homenageados pelo paraibano foram Bob Dylan (2008), Luiz Gonzaga (2009) e Jackson do Pandeiro (2010)

## Faixas
1. "Golden Slumbers (Lennon/McCartney)
2. "Carry That Weight (Lennon/McCartney)
3. "If I Fell (Lennon/McCartney)
4. "I Need You (George Harrison)
5. "In My Life (Lennon/McCartney)
6. "A Day In The Life (Lennon/McCartney)
7. "Your Mother Should Know (Lennon/McCartney)
8. "Dear Prudence (Lennon/McCartney)
9. "While My Guitar Gently Weeps (Harrison)
10. "The Long And Winding Road (Lennon/McCartney)
11. "Beware Of Darkness (Harrison)
12. "Isn’t It A Pity (Harrison)
13. "God (John Lennon)
14. "Jealous Guy (Lennon)
15. "Another Day (Paul McCartney)
16. "It Don’t Come Easy (Ringo Starr)